# Heizkurve

Die blauen Heizkurven haben Steilheiten im Bereich von 0,5 bis 3. Ihr Fußpunkt liegt ebenso wie bei der mittleren roten Heizkurve im Kreuzungspunkt der x- und y-Achse bei 20 °C Außentemperatur und 20 °C Vorlauftemperatur. Bei einem winddichten und gedämmten Gebäude ist es in der Regel nicht notwendig, dass die Heizung sich einschaltet, sobald die Außentemperatur unter 20 °C fällt (da auch anwesende Personen und andere Wärmequellen zur Beheizung beitragen). Daher würde man eine Parallelverschiebung der Heizkurve nach unten vornehmen: Bei der unteren roten Heizkurve würde sich die Heizung erst bei einer Außentemperatur von 17 °C einschalten.
Durch die große beheizte Fläche reagieren Fußboden- und Wandheizungen deutlich stärker auf eine Erhöhung der Vorlauftemperatur. Die Heizkurve sollte daher bei Flächenheizungen weniger steil verlaufen. In manchen Fällen genügt bereits eine Steilheit (Steigung) von 0,1. Eine Steilheit über 1,5 ist in der Regel nur bei historischen Gebäuden erforderlich, die nicht winddicht sind. Denn durch den Kamineffekt zieht hier die erwärmte Raumluft bei tiefen Außentemperaturen verstärkt durch die Schornsteine und andere Öffnungen in der Gebäudehülle nach außen ab.

Eine Heizkurve (auch Heizkennlinie) beschreibt den Zusammenhang zwischen einer Außentemperatur und der einem Heizkreis zugehörigen Vorlauftemperatur. Um die Räume eines Gebäudes bei unterschiedlichen Außentemperaturen auf ein kontinuierliches Temperaturniveau zu erwärmen, müssen die von Heizwasser durchströmten Heizflächen mit jeweils einer bestimmten Vorlauftemperatur versorgt werden. Da die Heizkurve von verschiedenen Faktoren abhängt, ist sie von Fall zu Fall verschieden. So liegen in manchen Gebäuden mehrere unterschiedliche Heizkurven vor (z. B. Fußboden- und Radiatorenheizungskreis).
Die Heizkurve wird an einem Regler eingestellt. Dieser verändert mit Hilfe eines Außentemperaturfühlers und der entsprechenden Einstellungen die Höhe der Vorlauftemperatur; er berücksichtigt auch die Windgeschwindigkeit, wenn ein entsprechendes Messgerät (Windrädchen) vorhanden ist.
Sehr große Anlagen neueren Baujahrs mit eigener Gebäudeleittechnik übernehmen oft noch weitere Einflussgrößen wie die möglicherweise gespeicherte Energie der Gebäudehülle und die Sonnenstrahlung, teils geschieht dies sogar über eine Wettervorhersage.
Der Verlauf der Heizkurve ist leicht gekrümmt, da die Wärmeabgabe der Heizflächen bei unterschiedlichen Temperaturen nicht linear verläuft.
Eine richtig eingestellte Heizkurve sorgt für verminderte Wärmeverluste, eine verbesserte Regelung der Raumtemperaturen und spart dadurch Energie.

## Parameter der Heizkurve
Die Heizkurve lässt sich mit verschiedenen Parametern beeinflussen. Die einzelnen Parameter lassen sich rechnerisch nur schwer ermitteln, dies erfolgt zweckmäßigerweise durch Probieren während des Betriebs der Anlage. Es gibt auch Regler, die den Anlagenbetreiber durch eine automatische Anpassung unterstützen.

### Steilheit
Die Steilheit bestimmt, wie stark eine Änderung der Außentemperatur eine Änderung der Vorlauftemperatur bewirkt. Typische Werte bei einer konventionellen Heizung sind 1,4 … 1,6. Ein Wert von 1,5 bedeutet, dass eine Außentemperaturänderung um 1 K im Mittel eine Änderung der Vorlauftemperatur von 1,5 K bewirkt. Die Steilheit hängt vom verwendeten Heizungssystem und dem Wärmebedarf der Räume ab. Eine flache Heizkurve mit Werten von 0,5 ist beispielsweise typisch für Fußboden- oder Wandheizungen bei mittlerer Wärmedämmung.

### Parallelverschiebung
Mit der Parallelverschiebung lässt sich das Niveau der Vorlauftemperatur über den Verlauf der Heizkurve beeinflussen.

### Nachtabsenkung
Die Nachtabsenkung bewirkt eine Parallelverschiebung nach unten. Typische Werte gibt es nicht, da jedes Gebäude anders gedämmt ist und es örtlich unterschiedliche Differenzen zwischen Tag- und Nachttemperaturen gibt (im Gebirge groß, in Städten klein).

### Heizgrenze
Überschreitet die Außentemperatur die Heizgrenze, stellt der Regler die Heizungsanlage ab.

### Einstellung der Parameter
Die Einstellung der Steilheit der Heizkurve sollte bei Außentemperaturen unter 0 °C vorgenommen werden, die Einstellung der Parallelverschiebung bei Temperaturen über 5 °C. Hierzu werden alle Heizkörperventile auf die gewünschte Raumtemperatur gestellt. Während eines Zeitraumes von 1 bis 2 Tagen wird kontrolliert, ob die gewünschte Innentemperatur gerade noch erreicht wird; erforderlichenfalls werden die Parameter verändert. Dabei werden Steilheit und Parallelverschiebung jeweils zurückgenommen, bzw. bei zu niedrigen Innentemperaturen entsprechend erhöht. Zu beachten ist, dass sich bei Änderung der Parallelverschiebung auch die Vorlauftemperatur am Ende der Heizkurve ändert, die Steilheit also bei einer Erhöhung zurückgenommen werden sollte.
Je flacher die Kurve und damit je niedriger die Vorlauftemperatur ist, desto niedriger sind die Anlagenverluste und damit auch der Energieverbrauch.
Da bei der Anlagenerstellung für die Heizkurve oft nur die auf Sicherheit bedachten Standardwerte eingestellt werden, sollte der Anlagenbetreiber die Heizkurve unbedingt überprüfen und nachträglich anpassen.